# Arctodiaptomus floridanus
Arctodiaptomus floridanus is een eenoogkreeftjessoort uit de familie van de Diaptomidae. De wetenschappelijke naam van de soort is voor het eerst geldig gepubliceerd in 1926 door Marsh.